# Nizioleto

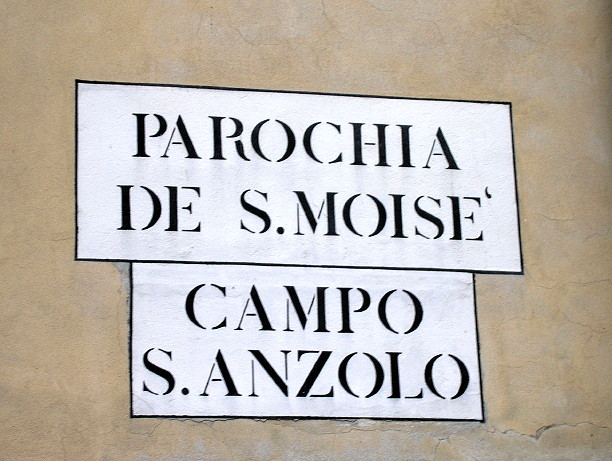
Nizioleti toponomastici

Il nizioleto (/nisio'eto/, termine veneziano per lenzuolino) è la tipica indicazione stradale veneziana.
La sua peculiarità consiste nel fatto che non si tratta di un cartello, ma di una pittura parietale: infatti i nomi delle strade o dei canali e le indicazioni verso i punti cruciali della città sono dipinti a mano direttamente sugli intonaci e sui muri delle case, entro un rettangolo di colore bianco circondato da un riquadro (da cui il nome). Le scritte vengono realizzate usando apposite forme a stampo metallico per lettere, numeri e frecce.

## Indicazioni toponomastiche
I nizioleti usati per l'indicazione toponomastica riportano in veneziano il nome della strada, del ponte o del rio su cui si affacciano. Le scritte e il bordo di queste indicazioni sono di colore nero. 
Nei luoghi principali appositi nizioleti riportano anche il sestiere e la parrocchia di pertinenza. Tipicamente, questo secondo tipo di nizioleto utilizza caratteri e rettangoli di dimensioni più grandi.
Famosi sono alcuni nizioleti che indicano nomi molto particolari, come per esempio il Ponte delle Tette o la Riva di Biasio, spesso originati da situazioni particolari o da persone o eventi, anche tragici, legati al luogo in cui si trovano.
Nel XIX secolo, lo scrittore e storico Giuseppe Tassini effettuò una lunga e minuziosa ricerca sull'origine dei toponimi più particolari di Venezia, pubblicata poi nell'importante opera Curiosità Veneziane, di mole imponente ma caratterizzata da uno stile letterario molto vivace nel racconto delle storie legate alle denominazioni delle varie località.

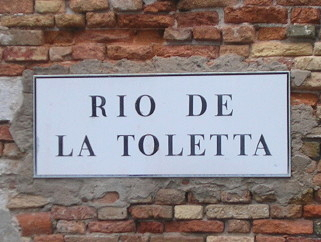
Nizioleto toponomastico
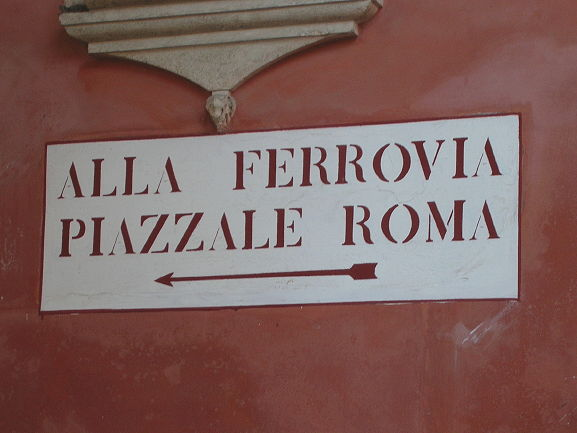
Nizioleto di direzione
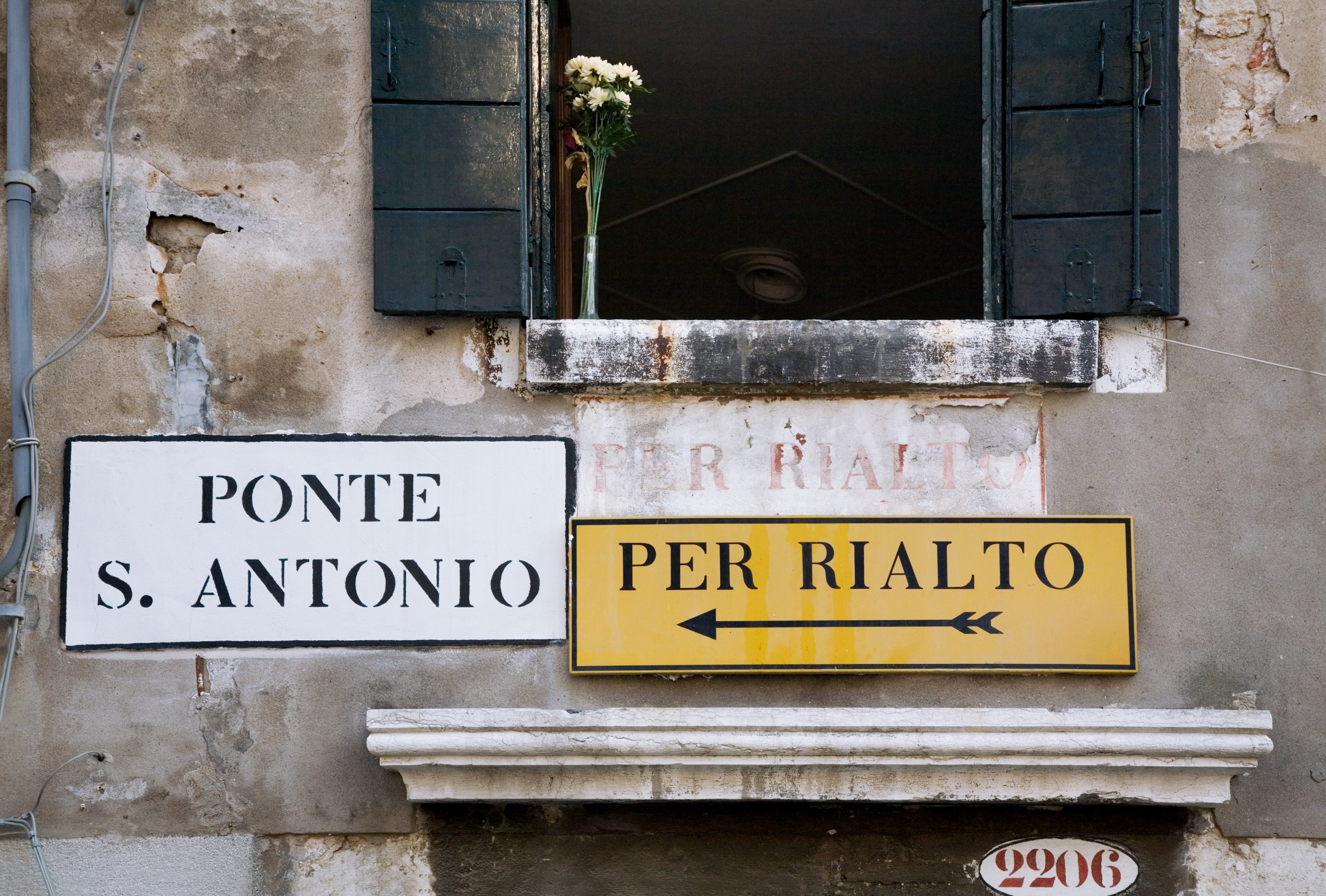
Cartello indicatore metallico moderno, che lascia ancora visibile la segnaletica murale all'antica.

## Indicazioni di direzione
Alcuni nizioleti indicano la direzione da seguire per raggiungere destinazioni di particolare importanza cittadina o di interesse pubblico (per esempio "Al Vaporetto", "Per San Marco", "Poste e Telegrafi"). 
Il nome della destinazione principale è affiancato o sovrapposto a una freccia che indica la direzione da seguire nel percorso pedonale. Questo tipo di nizioleto si distingue perché le scritte e il bordo sono di colore rosso scuro.
In tempi relativamente recenti, per le indicazioni di direzione molti nizioleti sono stati sostituiti da cartelli in metallo catarifrangente di colore giallo: le scritte all'interno, di colore nero, riprendono lo stesso stile dei nizioleti.

## Numerazione anagrafica

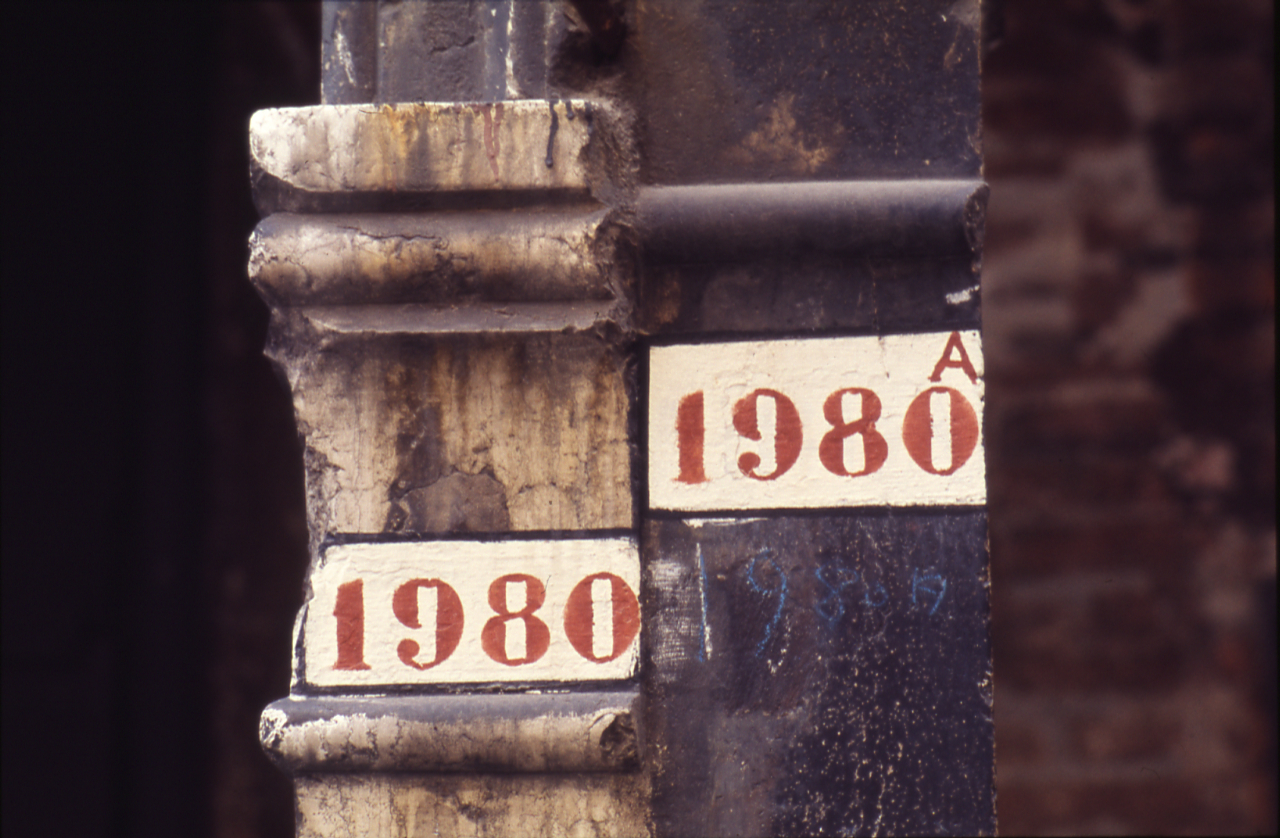
Numeri civici in stile nizioleto in una foto di Paolo Monti. Fondo Paolo Monti, BEIC

Anche la numerazione anagrafica degli edifici veneziani è realizzata quasi sempre nello stile del nizioleto. In questo caso il numero anagrafico è dipinto in caratteri rossi su sfondo bianco, all'interno di un riquadro ovale o rettangolare bordato di nero posto sull'architrave della porta.
Va osservato che la numerazione anagrafica a Venezia segue un criterio completamente diverso rispetto a quello usato in tutte le altre città italiane. La numerazione infatti non è su base via ma su base sestiere (a cui si aggiunge la Giudecca, sebbene parte di Dorsoduro), per cui all'interno di ogni sestiere ogni abitazione possiede un numero univoco e a ogni cambio di sestiere la numerazione riprende dal numero 1. I sestieri più popolati, Castello e Cannaregio, arrivano a numeri civici molto elevati (6828 per Castello, 6626 per Cannaregio). Da notare che il numero 1 del sestiere di San Marco è attribuito al Palazzo Ducale mentre il numero 1 del sestiere di Dorsoduro è attribuito alla Dogana da Mar. Inoltre i numeri pari si susseguono a quelli dispari secondo una logica sequenziale: non si segue quindi la regola della numerazione pari su un lato e dispari sull'altro.
Un'altra caratteristica della numerazione anagrafica veneziana è che per motivi storici alcune numerazioni non più significative rimangono comunque valide, per cui può capitare di osservare un numero civico dipinto sopra quella che oggi è una finestra a pian terreno, che però in passato era una porta di ingresso a un'abitazione, oppure di vedere dipinti sul muro una serie di numeri civici non corrispondenti a nulla, a ricordo di precedenti abitazioni oggi scomparse. Allo stesso modo, per non dover rinumerare tutti gli edifici, nel caso di numeri civici relativi a costruzioni di aggiunta relativamente recente (per esempio, nuovi ingressi ricavati in seguito a interramento di un rio o nuove fabbriche), si utilizza la convenzione di riprendere l'ultimo numero civico utile e farlo seguire da una lettera alfabetica, in modo da mantenere tra gli edifici preesistenti la numerazione sequenziale originaria, come per esempio: 1234 (vecchio edificio), 1234A (nuovo), 1234B (nuovo), 1234C (nuovo), 1235 (vecchio).
Analogo il sistema di numerazione a Burano e Pellestrina (basato sui rispettivi sestieri). Fanno invece eccezione i centri delle altre isole (ad esempio Murano, Sant'Erasmo e il Lido) e le aree artificiali realizzate nel XX secolo (come Sacca Fisola e Sant'Elena), dove i criteri di numerazione sono quelli ordinari delle altre città italiane (basati quindi sulle singole strade).